# Француски без муке (филм)
„Француски без муке“ је југословенски ТВ филм из 1970. године. Режирао га је Миленко Маричић, а сценарио је писао Теренс Ратиган.

## Улоге
| Глумац              | Улога |
| ------------------- | ----- |
| Миа Адамовић        |       |
| Зоран Бендерић      |       |
| Милан Гутовић       |       |
| Даница Мокрањац     |       |
| Снежана Никшић      |       |
| Миодраг Радовановић |       |
| Предраг Тасовац     |       |